# Chornabudżi (gmina Sighnaghi)
Chornabudżi (gruz. ხორნაბუჯი) – wieś w Gruzji, w regionie Kachetia, w gminie Sighnaghi. W 2014 roku liczyła 135 mieszkańców.